# 艾薇儿·拉维尼：我的小小世界
《艾薇儿·拉维尼：我的小小世界》（英語：Avril Lavigne: My World）是加拿大創作歌手艾薇兒（Avril Lavigne）在2003年11月3日發行，是她首張發行的DVD。DVD內包括了她在水牛城舉辦的演唱會《Try To Shut Me Up Tour》演唱的16首歌。大部分的歌也在她的處女專輯展翅高飞（Let go）出現。這DVD在全球共發行了250萬套。

## 音軌
- Sk8er Boi
- Nobody's Fool
- Mobile
- Anything But Ordinary
- Losing Grip
- Naked
- Too Much to Ask
- I Don't Give
- Basket Case
- My World
- I'm with You
- Complicated
- Unwanted
- Tomorrow
- Knockin' on Heaven's Door
- Things I'll Never Say

總時間：68.35分鐘

## 額外附送
- 原先剔除出唱片的歌
- 幕後花絮
- 畫廊
- Complicated（MV）
- I'm with You（MV）
- Knockin' on Heaven's Door（MV）
- Losing Grip（MV）
- Sk8er Boi（MV）

總時間：59.25分鐘

## 音樂CD
部分《My World》內包括一隻音樂CD。除了《Why》（收錄於單曲超複雜(Complicated)的B-side）之外，所有歌都是唱現場的。

### 音軌
- Fuel（在MTV錄製）
- Basket Case（在愛爾蘭首都都柏林錄制）
- Unwanted（在愛爾蘭首都都柏林錄制）
- Sk8er Boi（在愛爾蘭首都都柏林錄制）
- Knockin' on Heaven's Door（在愛爾蘭首都都柏林錄制）
- Why"

## 版本
《我的小小世界》在美國雖是以CD+DVD形式發售，但在台灣，卻是以CD+2VCD的形式發售，導致了部份台灣歌迷的批評。